# Caminhos do mar de São Paulo

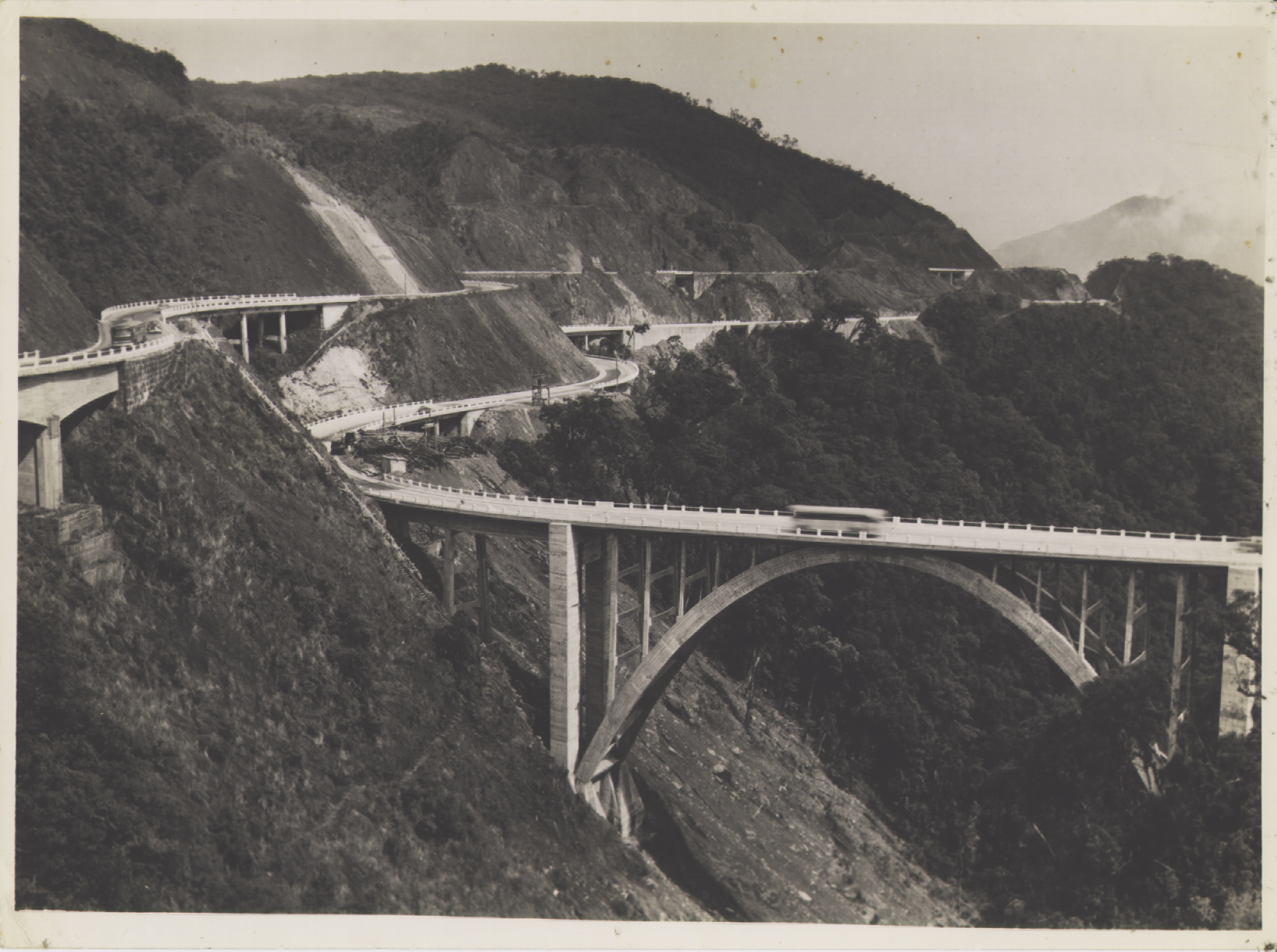
Rodovia Anchieta, um dos caminhos do mar de São Paulo.

Caminhos do mar de São Paulo é o nome genérico que se dá ao conjunto de vias que ligam o litoral de São Paulo ao planalto Paulista, ultrapassando a serra do Mar.

## Histórico

### Caminho do Mar
Ao longo dos séculos, conheceu diversas designações:
- Estrada da Maioridade (1844)
- Estrada do Vergueiro (1864)
- Rodovia Caminho do Mar (1913)

### Via Anchieta
As suas pistas foram inauguradas, respectivamente em:
- Pista Norte: 1947
- Pista Sul: 1953

### Rodovia dos Imigrantes
As suas pistas foram inauguradas, respectivamente em:
- Pista Norte: 1974
- Pista Sul: 2002

## Rodovias que ligam o planalto à planície litorânea
- Rodovia Anchieta: liga São Paulo a Santos.
- Rodovia dos Imigrantes: liga São Paulo a Praia Grande.
- Rodovia Caminho do Mar: liga São Bernardo do Campo a Cubatão
- Rodovia Régis Bittencourt/Rodovia Padre Manuel da Nóbrega: liga São Paulo a Miracatu e Peruíbe
- Rodovia Mogi-Bertioga: liga Mogi das Cruzes a Bertioga.
- Rodovia dos Tamoios: liga São José dos Campos a Caraguatatuba.
- Rodovia Oswaldo Cruz: liga Taubaté a Ubatuba.
- Estrada Real: liga Guaratinguetá, no estado de São Paulo a Paraty, no estado do Rio de Janeiro.
- SP-222: liga Miracatu a Iguape
- SP-226: liga Jacupiranga a Cananéia.
- SP-193: liga Eldorado a Cananéia.